# آیفون ۱۶
آیفون ۱۶ و آیفون ۱۶ پلاس گوشی‌های هوشمند آینده‌ای هستند که توسط شرکت اپل طراحی، توسعه و روانهٔ بازار شده‌اند. این دستگاه‌ها طی رویدادی در ۹ سپتامبر ۲۰۲۴ (۱۹ شهریور ۱۴۰۳) در ساعت ۲۰:۳۰ به وقت ایران رونمایی شد.

#### رنگ آیفون ۱۶
آیفون ۱۶ و ۱۶ پلاس در پنج رنگ جدید، آبی اقیانوسی، سبز نعنایی، صورتی، سفید و مشکی عرضه می‌شوند.
| رنگ | نام رنگ      |
| --- | ------------ |
|     | آبی اقیانوسی |
|     | سبز نعنایی   |
|     | صورتی        |
|     | سفید         |
|     | مشکی         |

## ویژگی‌های آیفون ۱۶
آیفون ۱۶ دارای ویژگی‌های جدید و بهبودیافته‌ای است که آن را از مدل‌های قبلی متمایز می‌کند. یکی از این تغییرات، دکمه جدید کنترل دوربین است که به کاربران امکان می‌دهد با حرکات لمسی تنظیماتی مانند زوم و نوردهی را به سادگی انجام دهند. این دکمه در تمامی مدل‌های آیفون ۱۶ موجود است و تجربه عکاسی بهتری را ارائه می‌دهد.
در این مدل، نمایشگرهای بزرگ‌تر در مدل‌های پرو استفاده شده است. آیفون ۱۶ پرو دارای نمایشگر ۶٫۳ اینچی و آیفون ۱۶ پرو مکس با نمایشگر ۶٫۹ اینچی عرضه می‌شود که باعث تجربه کاربری بهتری در مشاهده و کار با برنامه‌ها می‌شود. حاشیه‌های نمایشگر نیز در این مدل‌ها کاهش یافته که طراحی آن‌ها را باریک‌تر کرده است.
همچنین آیفون ۱۶ و ۱۶ پلاس به پردازنده A18 و مدل‌های پرو به A18 پرو مجهز شده‌اند که کارایی CPU و GPU را بهبود بخشیده است. این تغییرات به خصوص در اجرای بازی‌ها و برنامه‌های گرافیکی اثر قابل توجهی دارند. افزون بر این، آیفون ۱۶ از Wi-Fi 7 و نسل دوم تراشه UWB پشتیبانی می‌کند که ارتباطات بی‌سیم را با دقت و کارایی بالاتری فراهم می‌سازد.

#### باتری آیفون ۱۶
آیفون ۱۶ از نظر ظرفیت باتری ارتقا یافته است. آیفون ۱۶ پایه دارای مدت زمان پخش ویدئو تا ۲۲ ساعت است. آیفون ۱۶ پلاس تا ۲۷ ساعت پخش ویدئو دارد که ۲۲٫۷۳ درصد افزایش دارد. آیفون ۱۶ دارای مدت زمان پخش صدا تا ۸۰ ساعت است که ۲۰ درصد کمتر از آیفون ۱۶ پلاس با ۱۰۰ ساعت پخش صدا است.

#### پردازنده آیفون ۱۶
به‌گفتهٔ اپل، هسته‌های پرقدرت CPU در A18 پرو، ۱۷ درصد سریع‌تر از مدل A17 پرو شده‌اند تا گوشی آیفون همچنان سریع‌ترین گوشی هوشمند دنیا شناخته شود. البته تمرکز اصلی اپل در A18 پرو، روی بهبود پردازشگر هوش مصنوعی بود که با NPU قدرتمند ۱۶ هسته‌ای خود بتواند تا ۳۵ تاپس عملکرد هوش اپل را ارائه دهد.
از دیگر نکاتی که در آیفون ۱۶ جلب توجه می‌کند، پردازنده گوشی است که در این محصولات پردازنده ارتقا یافته است. در دو مدل آیفون معمولی و آیفون پلاس اپل از چیپست مدل A17 استفاده کرده است که نسخه پرو این مدل در گوشی‌های آیفون ۱۵ پرومکس هم مورد استفاده قرار گرفته بود. اما این پردازنده نسخه معمولی آن است. اما برای گوشی‌های مدل پرو و پرومکس پردازنده یک لول ارتقا پیدا می‌کند. در این سری از محصولات کمپانی اپل از پردازنده A18 استفاده شده است که می‌تواند عملکرد گوشی را تا حد زیادی بهبود ببخشد. این موضوع برای کاربرانی که از این دو مدل استفاده می‌کنند، به خوبی قابل لمس خواهد بود.

## ریجستری در ایران
در آبان ماه سال ۱۴۰۳ مجلس شورای اسلامی نرخ ۱۵ الی ۳۰ درصدی رو برای ریجستری این تلفن با اصالت آمریکایی اعلام کرد.
ستار هاشمی، وزیر ارتباطات و فناوری اطلاعات در شبکه اجتماعی ایکس نوشت: مشکل رجیستری آیفون با تدبیر دولت وفاق، حمایت رئیس جمهور محترم و پیگیری فعالانه وزارت ارتباطات حل شد. معتقدم با کار کارشناسی، ایجاد وفاق، بدون هیاهو و غوغا سالاری می توان سایر مشکلات فضای مجازی و مطالبات مردم را حل کرد و بالاخره آیفون 16 رجیستر شد .